# Eriogonum jamesii
Eriogonum jamesii är en slideväxtart som beskrevs av George Bentham. Eriogonum jamesii ingår i släktet Eriogonum och familjen slideväxter.

## Underarter
Arten delas in i följande underarter:
- E. j. simplex
- E. j. undulatum